# Xã Rose, Quận Shelby, Illinois
Xã Rose (tiếng Anh: Rose Township) là một xã thuộc quận Shelby, tiểu bang Illinois, Hoa Kỳ. Năm 2010, dân số của xã này là 1.848 người.